# Uley (Australia)
Uley è una località dell'Australia Meridionale, sita sulla punta meridionale della penisola di Eyre.
I confini della località vennero stabiliti con chiarezza il 16 ottobre 2003 basandosi su quelli tradizionali utilizzati da tempo: Uley prende il nome dall'omonima centena stabilita il 10 agosto del 1871 (a sua volta mutuante il nome dall'omonima cittadina del Gloucestershire), comprendente grossomodo il territorio attuale oltre a quello della confinante Coomunga.
L'area consiste in un'ampia sezione di terreno disabitato che si estende dalla Grande Baia Australiana (che ne lambisce le coste sud-occidentali) attraverso l'entroterra della punta meridionale della penisola di Eyre, fino all'hinterland del centro regionale di Port Lincoln. L'intera zona è destinata alla conservazione della falda acquifera locale, con l'area costiera sud-occidentale votata alla conservazione costiera e l'angolo sud-orientale (grossomodo fra il confine con Tulka e la vecchia tramvia per Coffin Bay) destinata al settore primario.